# Albert Gaertner
Albert Friedrich Gaertner, dit Bertie Gaertner, né le 9 mars 1939 à Alexandrie et mort le 9 août 1996, est un joueur de tennis sud-africain.

## Carrière
Il a joué pour l'équipe d'Afrique du Sud de Coupe Davis en 1960 et 1961. Il a notamment battu Ion Țiriac.
Il atteint les huitièmes de finale à Wimbledon en 1960 à la suite de sa victoire sur Jean-Noël Grinda. Il est battu par Butch Buchholz (6-2, 6-4, 7-5).
Il a remporté quatre tournois en simple: l'Open de Rhodésie en 1959, le tournoi du Cap, de Birmingham et de Hoylake en 1960.
Il a trois enfants : Kim (1963), Bret (1965) et Bryn (1971).[réf. nécessaire]